# Henrik Fruergaard
 Der er for få eller ingen kildehenvisninger i denne artikel, hvilket er et problem. Du kan hjælpe ved at angive troværdige kilder til de påstande, som fremføres i artiklen.

Henrik Fruergaard  eller Henrik Just Fruergaard (Fruergaard-Pedersen) (født 22. juni 1978 i Viborg) er tidligere folketingsmedlem for Venstre. Han er uddannet engroshandelsassistent (1997). I 2016 flyttede Henrik Just Fruergaard til Dubai, UAE.
Henrik Fruergaard opstillede til Folketinget for Venstre første gang i 2005 i Ringkjøbing Amtskreds og blev valgt som suppleant, hvor han også blev indkaldt i en periode i 2006. Han blev opstillet til Folketinget igen i 2007 for Venstre i Viborg Vest og har ligeledes været opstillet til kommunalvalget for Venstre i Naur-Sir (Holstebro) i 2005 og blev i 2009 indkaldt som suppleant. Henrik Fruergaard har været kendetegnet ved en politiker der ikke nødvendigvis vælger at følge partiets linje(http://www.visionspolitik.dk Arkiveret 12. marts 2005 hos  Wayback Machine).
Henrik Fruergaard har en international Executive Coach certificering, og har siden 2003 været aktiv underviser og træner indenfor salg og ledelse, management konsulent og mentaltræner, samt iværksætter og rådgiver for iværksættervirksomheder. Henrik Fruergaard var bl.a. medgrundlægger af tøjvirksomheden miinto, som blev stiftet sammen med bl.a. Jesper Buch. Her fra Henrik Fruergaard selskabets første direktør.
Henrik Fruergaard blev optaget i Round Tables Holstebro-afdeling i 2007, og indtrådte i Round Table Danmarks hovedbestyrelses eksekutivkomite i 2009-2010 som WEB, og blev i 2010 valgt som lokalformand for Round Table Holstebro, hvor han allerede havde bestredet poster som IRO og Sekretær. Henrik Fruergaard blev valgt som Tabler of the Year i Round Table Holstebro og Round Table Distrikt 2 i 2009. I 2011/2012 bestred Henrik Fruergaard posten som National Vice President / Vicelandsformand for Round Table Danmark, og posten som National President / Landsformand i 2012/2013 i Round Table.